# Ginutis Dainius Voveris
Ginutis Dainius Voveris (* 26. Februar 1944 in Kaišiadorys) ist ein litauischer Diplomat und Botschafter.

## Leben
Von 1961 bis 1968 studierte er an der Filiale Vilnius von Kauno politechnikos institutas. Von 1969 bis 1991 arbeitete er als Ingenieur in litauischen Unternehmen. Seit 1991 arbeitet er am Außenministerium Litauens. Von 1992 bis 1993 leitete er eine Unterabteilung. Von 1997 bis 2001 war er Botschafter in der Volksrepublik China, von 2001 bis 2006 in Singapur, Indonesien, Thailand und Malaysia, von 2001 bis 2002 auch in Südkorea, von 2006 bis 2010 in Ägypten, Jordanien, Syrien, Libanon, Kuwait (von 2007 bis 2010 auch für Saudi-Arabien).